# Трощенко Валерій Трохимович
Вале́рій Трохи́мович Тро́щенко (* 15 травня 1929, Скрипливо - 30 листопада 2022 Київ) — вчений у галузі механіки, доктор технічних наук (з 1966 року), академік НАН України (з 26 грудня 1979 року), директор Інституту проблем міцності імені Г. С. Писаренка НАН України.

## Біографія
Народився 15 травня 1929 року в селі Скрипливому (тепер Монастирщенського району Смоленської області Росії). У 1952 році закінчив механічний факультет Київського політехнічного інституту за спеціальністю «тракторобудування» і був рекомендований в аспірантуру при кафедрі опору матеріалів цього ж навчального закладу. Після закінчення аспірантури й захисту кандидатської дисертації в 1955 році працює в Інституті металокераміки і спецсплавів АН УРСР (з 1964 року — Інститут проблем матеріалознавства).

## Наукова діяльність
Праці з питань міцності матеріалів при високих температурах і конструктивних елементів при повторно-змінному навантаженні в умовах нормальних і низьких температур.
Учений був академіком-секретарем Відділення механіки, членом Президії АН УРСР (1988–1993), різних наукових і науково-технічних рад АН УРСР і СРСР, Виконавчого і Номінаційного комітету Європейського товариства цілісності конструкцій (ESIS). Нині він входить до складу Бюро Відділення механіки НАН України, є членом Наукової ради Російської академії наук з проблеми «Надійність, ресурс і безпека технічних систем», Національних комітетів з теоретичної і прикладної механіки України і Російської Федерації.
В. Т. Трощенко — головний редактор Міжнародного науково-технічного журналу «Проблемы прочности», член редакційної ради журналу «Промислове будівництво та інженерні споруди» (Україна), редакційних рад провідних міжнародних журналів: «Structural Integrity» (Велика Британія), «International Journal of Fatigue» (спільний англо-американо-японський журнал), який виходить друком у видавництві «Elsevier Scince LND» (Велика Британія), а також журналів «Journal of Protection Materials» (Китай), «Journal of Materials Science and Technology» (Болгарія), «Mechanika» (Литва), «Механика машин, механизмов и материалов» (Білорусь).

## Педагогічна діяльність
В. Т. Трощенко підготував 11 докторів і 38 кандидатів наук, які працюють як в Інституті проблем міцності, так і в інших наукових організаціях, установах і вищих навчальних закладах України та за кордоном.

## Відзнаки та нагороди
Заслужений діяч науки і техніки України (1998), лауреат Державних премій УРСР (1969), СРСР (1982) та України (1997). Лауреат премії НАН України імені Г. С. Писаренка 2007 р. цикл праць «Втома матеріалів і деякі підходи до її діагностування» (спільно з академіком В. В. Матвєєвим). Премії АН СРСР і Чехословацької АН (1987). В. Т. Трощенко — почесний доктор Національного технічного університету України «КПІ».
За видатні заслуги в науці В. Т. Трощенко нагороджений орденами «Знак Пошани» (1971), «Трудового Червоного Прапора» (1979), «Жовтневої революції» (1991), Почесною грамотою Президії Верховної Ради УРСР (1982), орденом князя Ярослава Мудрого V ступеня (2004), численними медалями.